# Pedro Martínez (piłkarz)
Pedro F. Martínez (ur. 17 maja 1893, zm. 19 października 1931) – argentyński piłkarz, grający podczas kariery na pozycji pomocnika.

## Kariera klubowa
Pedro Martínez piłkarski kariery w latach 1914-1926 występował w Club Atlético Huracán i Estudiantil Porteño Ciudadela.

## Kariera reprezentacyjna
W reprezentacji Argentyny Martínez występował w latach 1916-1919. W reprezentacji zadebiutował 6 lipca 1916 w wygranym 6-1 meczu z Chile, podczas pierwszych oficjalnych Mistrzostw Ameryki Południowej. Na turnieju w Argentynie wystąpił we wszystkich trzech meczach z Chile, Brazylią i Urugwajem. W 1917 po raz drugi wystąpił w Mistrzostwach Ameryki Południowej.
Na turnieju w Montevideo wystąpił w meczach z Chile i Urugwajem. W 1919 po raz trzeci wystąpił w Mistrzostwach Ameryki Południowej. Na turnieju w Rio de Janeiro wystąpił we wszystkich trzech meczach z Urugwajem, Brazylią i Chile. Ostatni raz w reprezentacji Martínez wystąpił 7 grudnia 1919 w przegranym 2-4 towarzyskim meczu z Urugwajem. Ogółem w barwach albicelestes wystąpił w 15 meczach.
| Mecze i gole w reprezentacji | Mecze i gole w reprezentacji | Mecze i gole w reprezentacji | Mecze i gole w reprezentacji | Mecze i gole w reprezentacji | Mecze i gole w reprezentacji | Mecze i gole w reprezentacji |
| #                            | Data                         | Miasto                       | Przeciwnik                   | Gol                          | Wynik                        | Rozgrywki                    |
| ---------------------------- | ---------------------------- | ---------------------------- | ---------------------------- | ---------------------------- | ---------------------------- | ---------------------------- |
| 1.                           | 06.07.1916                   | Buenos Aires                 | Chile                        |                              | 6:1                          | Copa América                 |
| 2.                           | 10.07.1916                   | Buenos Aires                 | Brazylia                     |                              | 1:1                          | Copa América                 |
| 3.                           | 12.07.1916                   | Buenos Aires                 | Chile                        |                              | 1:0                          | towarzyski                   |
| 4.                           | 17.07.1916                   | Avellaneda                   | Urugwaj                      |                              | 0:0                          | Copa América                 |
| 5.                           | 15.08.1916                   | Avellaneda                   | Urugwaj                      |                              | 3:1                          | Copa Newton                  |
| 6.                           | 01.10.1916                   | Avellaneda                   | Urugwaj                      |                              | 7:2                          | towarzyski                   |
| 7.                           | 02.09.1917                   | Montevideo                   | Urugwaj                      |                              | 0:1                          | Copa Newton                  |
| 8.                           | 06.10.1917                   | Montevideo                   | Chile                        |                              | 1:0                          | Copa América                 |
| 9.                           | 14.10.1917                   | Montevideo                   | Urugwaj                      |                              | 0:1                          | Copa América                 |
| 10.                          | 13.05.1919                   | Rio de Janeiro               | Urugwaj                      |                              | 2:3                          | Copa América                 |
| 11.                          | 18.05.1919                   | Rio de Janeiro               | Brazylia                     |                              | 1:3                          | Copa América                 |
| 12.                          | 22.05.1919                   | Rio de Janeiro               | Chile                        |                              | 4:1                          | Copa América                 |
| 13.                          | 01.06.1919                   | Rio de Janeiro               | Brazylia                     |                              | 3:3                          | Copa Cherry                  |
| 14.                          | 18.07.1919                   | Montevideo                   | Urugwaj                      |                              | 1:4                          | Gran Premio                  |
| 15.                          | 07.12.1919                   | Montevideo                   | Urugwaj                      |                              | 2:4                          | towarzyski                   |

## Kariera trenerska
Po zakończeniu kariery piłkarskiej Martínez został trenerem. W 1932 i 1935 trenował Atlantę Buenos Aires.